# 南アフリカ空港会社
南アフリカ空港会社（英語: Airports Company South Africa）は、南アフリカ共和国ハウテン州ヨハネスブルグ市ヨハネスブルグ都市圏に本社を置く空港管理・運営会社である。

## 歴史
1993年まで南アフリカ運輸省が所管していた。1998年に上場。2005年には上場時の約2倍の株価に上昇し、イタリアのエアロポート・ローマが約20％の株を取得した。

## 管理空港一覧
国際空港
- O・R・タンボ国際空港
- ケープタウン国際空港
- キング・シャカ国際空港
- ピラネスブルグ国際空港

地方空港
- ブルームフォンテーン空港
- イースト・ロンドン空港
- ジョージ空港
- キンバリー空港
- ポート・エリザベス空港
- アピントン空港